# Corynephagen
Als Corynephagen  werden informell (nicht-taxonomisch) Viren bezeichnet, deren spezifischer Wirt zur Bakterien-Gattung der Corynebacterium (Corynebakterien) gehört.
Da diese Wirtsgattung Mitglied der Klasse Actinobacteria (Aktinobakterien) ist, werden diese Viren allgemeiner als Aktinobakteriophagen oder ganz allgemein als Bakteriophagen (kurz Phagen) klassifiziert
und auch als Corynebakteriophagen bezeichnet.
Alle zurzeit (Stand 19. Juli 2022) durch das International Committee on Taxonomy of Viruses (ICTV) offiziell bestätigten oder nach National Center for Biotechnology Information (NCBI) gelistet vorgeschlagenen Corynephagen gehören zur Klasse Caudoviricetes (Viren mit Kopf-Schwanz-Aufbau), da sie vom Morphotyp der Siphoviren sind.
Speziell werden Viren, deren Wirt die Bakterienart Corynebacterium diphtheriae ist, sollten sie sich taxonomisch als eine Klade (monophyletisch) erweisen, per Vorschlag als Spezies Corynebacterium diphtheriae virus bezeichnet.
Die Corynephagen β und ω gehören per Vorschlag zur Gattung Lambdavirus, deren Typusspezies das lange bekannte Escherichia-Virus Lambda mit dem Lambda-Phagen (Phage λ) ist. Für diese Gattung gibt es einen Vorschlag, sie in eine Unterfamilie mit der vorläufigen Bezeichnung Lambda-Supergruppe (en. λ supergroup) innerhalb Causoviricetes vom Morphotyp der Siphoviren aufzunehmen.
Corynephage β (kurz β-Phage) macht an sich ungefährliche Stämme von Corynebacterium diphtheriae toxisch (d. h. ist toxigen), indem es das Gen tox für das Diphtherietoxin (DT) trägt.
Dazu kann der Phage sein Genom in das Bakterium als Prophage integrieren, und derartige Bakterienstämme zu Erregern der Diphtherie machen. Von dem Phagen wurden mindestens die Subtypen beta c und beta vir identifiziert.
Toxigen ist auch Corynebacteriophage omega tox+, der sich von beta tox+ nur in drei Regionen des Genoms unterscheidet.

## Systematik
Mit Stand 19. Juli 2022 gehören alle vom ICTV bestätigten sowie die nach NCBI vorgeschlagenen Corynephagen (letztere in Anführungszeichen) der Klasse Caudoviricetes an und haben den Morphotyp der Siphovieren; alle sind keiner Ordnung zugewiesen:
Corynephagen (Klasse Caudoviricetes, Morphotyp: Siphoviren, Wirt: Corynebacterium – kein Taxon)
- Familie Zierdtviridae
  - Unterfamilie Toshachvirinae:
    - Gattung Ceetrepovirus
      - Spezies Corynebacterium-Virus C3PO (englisch Corynebacterium virus C3PO)
        - Corynebacterium-Phage C3PO
        - Corynebacterium phage Cruella

      - Spezies Corynebacterium-Virus Darwin (wiss. Corynebacterium virus Darwin)
        - Corynebacterium-Phage Darwin

      - Spezies Corynebacterium-Virus Stickynote (wiss. Ceetrepovirus stickynote)
        - Corynebacterium-Phage Stickynote

      - Spezies Corynebacterium-Virus Zion (wiss. Corynebacterium virus Zion)
        - Corynebacterium-Phage PeteyPab
        - Corynebacterium-Phage PotatoChip
        - Corynebacterium-Phage Zion

      - Spezies Corynebacterium-Virus Kimchi1738 (wiss. Ceetrepovirus kimchi1738)
        - Corynebacterium-Phage Kimchi1738

    - Gattung Chunghsingvirus
      - Spezies Corynebacterium-Virus P1201 (wiss. Corynebacterium virus P1201)
        - Corynebacterium-Phage P1201
- Familie nicht zugewiesen
  - Klade/Unterfamilie Lambda-Supergruppe (en. λ supergroup, vorgeschlagen)[4]
    - Gattung Lambdavirus – Die Corynephagen dieser Gattung bilden möglicherweise eine Spezies Corynebacterium diphtheriae virus[3]
      - Spezies „Corynebacterium-Phage beta“ (en. „Corynebacteriophage beta“, alias „Corynephage beta“, „Corynephage β“)
        - Corynephage beta c (alias Corynephage βc)[8][12]
        - Corynephage beta vir (alias Corynephage βvir)[8]
        - Corynephage β45[14]

      - Spezies „Corynebacterium-Phage omega“ (en. „Corynebacterium phage omega“, alias „Corynephage omega“, „Corynephage ω“)
        - Corynephage omega c (alias Corynephage ωc)[12]
- Familie nicht zugewiesen
  - Unterfamilie nicht zugewiesen
    - Gattung Ikedavirus
      - Spezies Corynebacterium-Virus phi673 (wiss. Ikedavirus phi673)
        - Corynebacterium-Phage phi673

      - Spezies Corynebacterium-Virus phi674 (wiss. Ikedavirus phi674)
        - Corynebacterium-Phage phi674

    - Gattung Juiceboxvirus
      - Spezies Corynebacterium-Virus Juicebox (wiss Juiceboxvirus juicebox)
        - Corynebacterium-Phage Juicebox

    - Gattung Poushouvirus
      - Spezies Corynebacterium-Virus Poushou (wiss. Poushouvirus Poushou)
        - Corynebacterium-Phage Colleen
        - Corynebacterium-Phage Poushou
        - Corynebacterium-Phage TouchMeNot

    - Gattung Samwavirus
      - Spezies Corynebacterium-Virus Adelaide (wiss. Samwavirus adelaide, unterscheide Ephemerovirus adelaide, früher Adelaide River virus, Adelaide River ephemerovirus, Familie: Rhabdoviridae)
        - Corynebacterium-Phage Adelaide

      - Spezies Corynebacterium-Virus SamW (wiss. Samwavirus samW)
        - Corynebacterium-Phage SamW
        - Corynebacterium-Phage Lederberg (unterscheide: Gattung Lederbergvirus, Morphotyp: Podoviren)
        - Corynebacterium-Phage Troy

      - Spezies Corynebacterium-Virus Dina (wiss. Samwavirus dina)
        - Corynebacterium-Phage Dina

      - Spezies Corynebacterium-Virus StAB (wiss. Samwavirus StAB)
        - Corynebacterium-Phage StAB

      - Spezies Corynebacterium-Phage Stiles (wiss. Samwavirus stiles)
        - Corynebacterium-Phage Stiles

    - Gattung Sasvirus
      - Spezies Corynebacterium-Virus BFK20 (wiss. Sasvirus BFK20)
        - Corynebacterium-Phage BFK20

    - Gattung nicht zugewiesen
      - Spezies „Arthrobacter-Phage phi AAU2“ (en. „Arthrobacter phage phi AAU2“, alias „Corynebacterium-Phage phiAAU2“, „Bacteriophage AAU2“, „Bacteriophage FAAU2“)
      - Spezies „Corynebacterium-Phage Bran“ (en. „Corynebacterium phage Bran“)
      - Spezies „Corynebacterium-Phage CL31“ (en. „Corynebacterium phage CL31“)
      - Spezies „Corynebacterium-Phage EmiRose“ (en. „Corynebacterium phage EmiRose“)
      - Spezies „Corynebacterium-Phage IME1320_01“ (en. „Corynebacterium phage IME1320_01“)
      - Spezies „Corynebacterium-Phage LGCM-VI“ (en. „Corynebacterium phage LGCM-VI“)
      - Spezies „Corynebacterium-Phage LGCM-V2“ (en. „Corynebacterium phage LGCM-V2“)
      - Spezies „Corynebacterium-Phage LGCM-V3“ (en. „Corynebacterium phage LGCM-V3“)
      - Spezies „Corynebacterium-Phage LGCM-V4“ (en. „Corynebacterium phage LGCM-V4“)
      - Spezies „Corynebacterium-Phage LGCM-V5“ (en. „Corynebacterium phage LGCM-V5“)
      - Spezies „Corynebacterium-Phage LGCM-V6“ (en. „Corynebacterium phage LGCM-V6“)
      - Spezies „Corynebacterium-Phage LGCM-V7“ (en. „Corynebacterium phage LGCM-V7“)
      - Spezies „Corynebacterium-Phage LGCM-V8“ (en. „Corynebacterium phage LGCM-V8“)
      - Spezies „Corynebacterium-Phage LGCM-V9“ (en. „Corynebacterium phage LGCM-V9“)
      - Spezies „Corynebacterium-Phage gamma“ (en. „Corynebacterium phage gamma“, alias „Corynephage gamma“, „Corynephage γ“, nicht toxigen)[13]
      - Spezies „Corynebacterium-Phage phi16“ (alias „Corynephage phi16“, en. „Corynebacterium phage phi16“)[15]
      - Spezies „Corynebacterium-Phage phiAAU2“ (alias „Arthrobacter phage phi AAU2“ oder „Bacteriophage FAAU2“)
      - Spezies „Corynephage 304L“